# Trattato sulla Luna

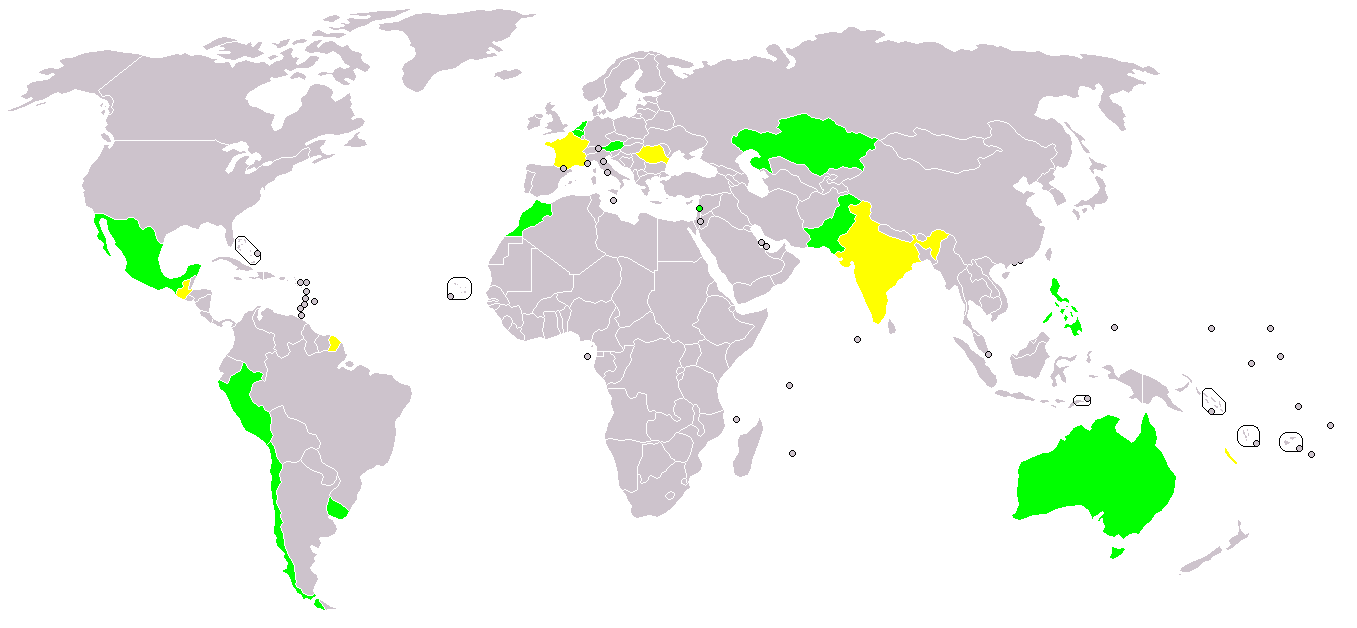
Firmato e ratificato
Firmato e non ratificato

     Firmato e ratificato
     Firmato e non ratificato
L'Accordo che regola le attività degli Stati sulla Luna e sugli altri corpi celesti, meglio noto come Trattato sulla Luna o Accordo sulla Luna, venne finalizzato il 18 dicembre 1979 ed entrò in vigore per le parti ratificanti nel 1984. Come seguito del trattato sullo spazio esterno, il Trattato sulla Luna intendeva stabilire un regime per l'uso della Luna e di altri corpi celesti, simile a quello stabilito per i fondali marini decretato dalla Convenzione ONU sulla Legge del Mare.
È stato ratificato solo da Australia, Austria, Belgio, Cile, Filippine, Kazakistan, Libano, Marocco, Messico, Paesi Bassi, Pakistan, Perù, e Uruguay.
Francia, Guatemala, India, e Romania l'hanno firmato ma non ratificato. Non essendo ratificato da alcuna delle principali potenze aerospaziali e non firmato dalla maggioranza di queste, ha una scarsa rilevanza diretta sulle attuali attività spaziali.
Secondo Island One Archiviato il 22 novembre 2005 in Internet Archive., il "Trattato sulla Luna" venne "ucciso" da un gruppo di attivisti della L5 Society, tra cui K. Eric Drexler.

## Contenuto del Trattato
Il Trattato si applica alla Luna e agli altri corpi celesti del Sistema Solare, a parte la Terra, oltre che alle orbite attorno ad essi o alle traiettorie verso o intorno ad essi.
Il trattato dichiara che la Luna deve essere usata per il bene di tutti gli Stati e di tutte le persone della comunità internazionale. Esso ha inoltre l'intenzione di prevenire che la Luna diventi un motivo di conflitto internazionale. Le finalità del trattato sono le seguenti:
- Vieta ogni uso militare dei corpi celesti, inclusi i test di armi o l'insediamento di basi militari
- Vieta tutte le esplorazioni o gli usi dei corpi celesti senza l'approvazione o il benestare degli altri Stati sotto il principio del Patrimonio Comune dell'Umanità (articolo 11 del trattato)
- Richiede che il Segretario generale delle Nazioni Unite sia notificato di tutte le attività spaziali (e delle scoperte fatte grazie a queste attività)
- Dichiara che tutti gli Stati hanno eguale diritto di condurre ricerche sui corpi celesti
- Dichiara che per ogni oggetto prelevato durante le attività di ricerca, lo Stato che lo ha prelevato deve considerare la possibilità di mettere parte di esso a disposizione di tutti i Paesi e della comunità scientifica perché possano fare le proprie ricerche
- Vieta che si alteri l'ambiente dei corpi celesti e richiede che gli Stati prendano misure adatte ad evitare contaminazioni accidentali
- Vieta ad ogni Stato di dichiarare la propria sovranità su qualsiasi territorio dei corpi celesti
- Vieta ad ogni organizzazione o persona il possesso di qualsiasi proprietà extraterrestre, a meno che l'organizzazione non sia internazionale e governativa
- Richiede che tutte le estrazioni e allocazioni di risorse siano svolte sotto regime internazionale